# Kill
Kill je deseti studijski album američkog death metal-sastava Cannibal Corpse objavljen 20. ožujka 2006. godine, a objavila ga je diskografska kuća Metal Blade Records. Prvi je album koji je sastav snimio bez gitarista Jacka Owena.

## Popis pjesama
| 1.    | »The Time to Kill Is Now«     | Alex Webster      | Webster      | 2:03 |
| 2.    | »Make Them Suffer«            | Paul Mazurkiewicz | Pat O'Brien  | 2:50 |
| 3.    | »Murder Worship«              | Webster           | Webster      | 3:57 |
| 4.    | »Necrosadistic Warning«       | Webster           | Webster      | 3:28 |
| 5.    | »Five Nails Through the Neck« | Webster           | Webster      | 3:46 |
| 6.    | »Purification by Fire«        | Mazurkiewicz      | O'Brien      | 2:56 |
| 7.    | »Death Walking Terror«        | Webster           | Webster      | 3:31 |
| 8.    | »Barbaric Bludgeonings«       | Rob Barrett       | Barrett      | 3:41 |
| 9.    | »The Discpiline of Revenge«   | Webster           | Webster      | 3:38 |
| 10.   | »Brain Removal Device«        | Mazurkiewicz      | O'Brien      | 3:15 |
| 11.   | »Maniacal«                    | Webster           | Webster      | 2:12 |
| 12.   | »Submerged in Boiling Flesh«  | Mazurkiewicz      | Mazurkiewicz | 2:52 |
| 13.   | »Infinite Misery«             | instrumental      | O'Brien      | 3:59 |
| 42:08 |                               |                   |              |      |

## Zasluge
Cannibal Corpse
- George "Corpsegrinder" Fisher – vokal
- Pat O'Brien – gitara
- Rob Barrett – gitara
- Alex Webster – bas-gitara
- Paul Mazurkiewicz – bubnjevi

Ostalo osoblje
- Erik Rutan – vokali (pjesma 1.), produkcija, miksanje, inženjer zvuka
- Vincent Locke – omot albuma
- Alan Douches – mastering
- Brian Ames – dizajn
- Shawn Ohtani – pomoćni inženjer zvuka
- Alex Solca – slike